# راسل کراسینگ (مین)
راسل کراسینگ (به انگلیسی: Russell Crossing) یک منطقهٔ مسکونی در ایالات متحده آمریکا است که در شهرستان اروزتوک، مین واقع شده است. راسل کراسینگ ۲۵۷٫۸۶ متر بالاتر از سطح دریا قرار دارد.